# Правна етнология
Правната етнология е научна дисциплина, дял от правната антропология, която има за предмет изучаване възникването и оформянето на обичайното право в зависимост от специфичните културоложки условия на средата.
За основател на правната етнология се приема Ричард Търналд.